# Secesja (grupa)
Secesja – grupa inteligencji warszawskiej, która w czerwcu 1911 wystąpiła z Ligi Narodowej i Stronnictwa Narodowo-Demokratycznego, protestując w ten sposób przeciwko prorosyjskiej polityce Romana Dmowskiego. Środowisko skupiło się wokół wydawanego przez siebie w latach 1912-1916 Tygodnika Polskiego, czasopisma o charakterze społeczno-politycznym i literackim.
Politycznie „secesja” zbliżyła się do orientacji proaustriackiej, od 1914 występowała jako Polskie Zjednoczenie Narodowe (początkowo: Związek Narodowy, Zjednoczenie Narodowe), a już w 1915 część działaczy weszła do endeckiego Zjednoczenia Narodowego, część do pasywistycznego Bloku Centrum, który wkrótce przestał działać.

## Przywódcy
- Stanisław Bukowiecki,
- Stefan Dziewulski,
- Jan Kucharzewski,
- Antoni Ponikowski,
- G. Simon.